# Denni Rocha dos Santos
Denni Rocha dos Santos (Rio de Janeiro, 21 augustus 1982) is een Braziliaans voetballer.

## Carrière
Denni speelde tussen 2003 en 2010 voor Santo André, São Caetano, Montedio Yamagata, Ituano, Tijuana, Newcastle United Jets en Tarxien Rainbows. Hij tekende in 2010 bij Valletta. Medio 2014 ging hij naar Al-Muharraq SC Bahrein en een half jaar later naar Zakho FC in Irak. Medio  2015 ging hij naar Hibernians FC en in februari 2016 naar Sliema Wanderers.